# Orexa
Orexa é um município da Espanha na província de Guipúscoa, comunidade autónoma do País Basco, de área 5,85 km² com população de 115 habitantes (2007) e densidade populacional de 14,73 hab/km².

## Demografia
| Variação demográfica do município entre 1991 e 2004 | Variação demográfica do município entre 1991 e 2004 | Variação demográfica do município entre 1991 e 2004 | Variação demográfica do município entre 1991 e 2004 |
| --------------------------------------------------- | --------------------------------------------------- | --------------------------------------------------- | --------------------------------------------------- |
| 1991                                                | 1996                                                | 2001                                                | 2004                                                |
| 78                                                  | 79                                                  | 83                                                  | 85                                                  |